# Leonardo Ximenes
Leonardo Ximenes (Trapani, 27 dicembre 1716 – Firenze, 4 maggio 1786) è stato un gesuita, astronomo, ingegnere, inventore, geografo e cartografo italiano di grande rilievo della Toscana dei Lorena.

## Biografia

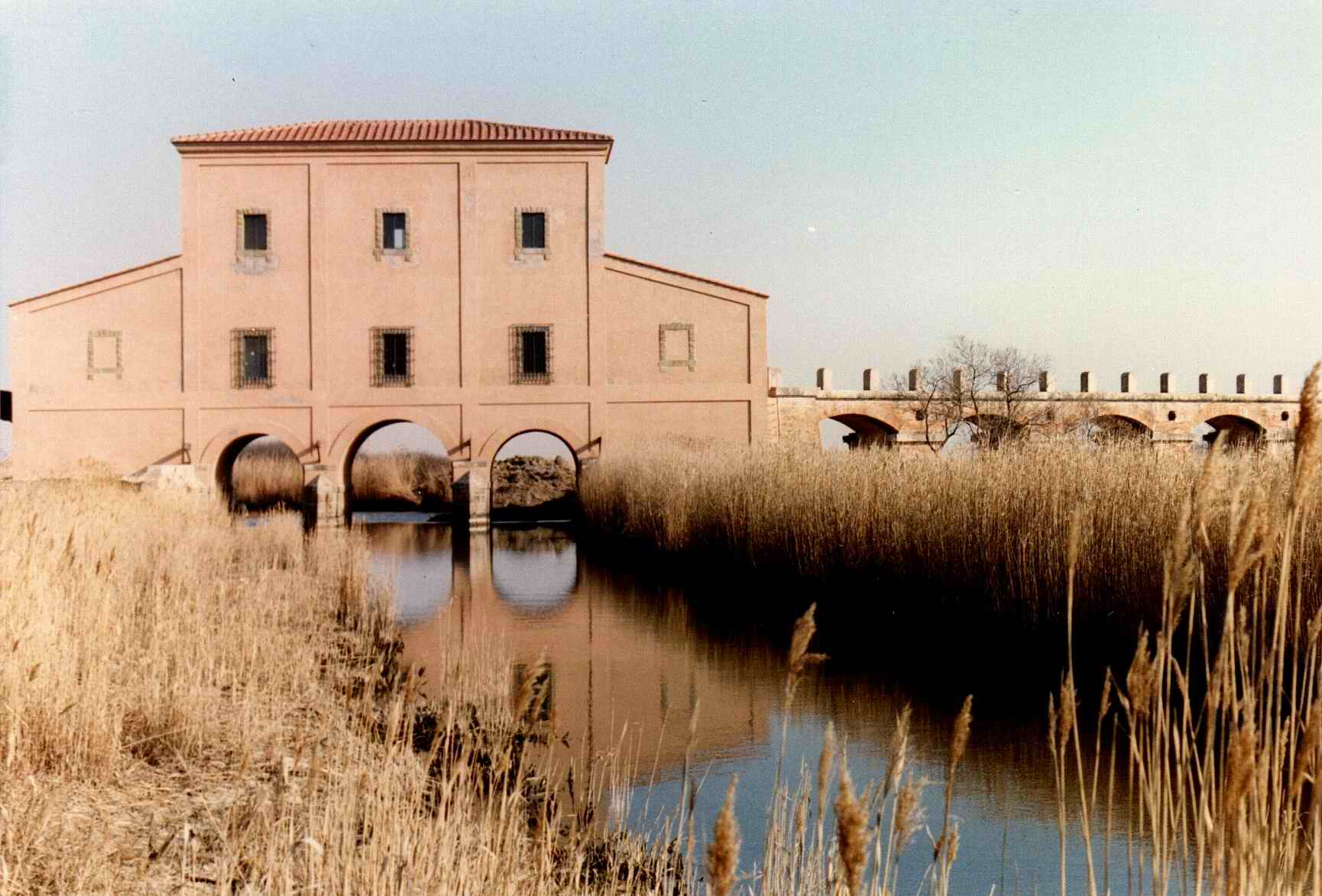
La casa Rossa a Castiglione della Pescaia (Grosseto)

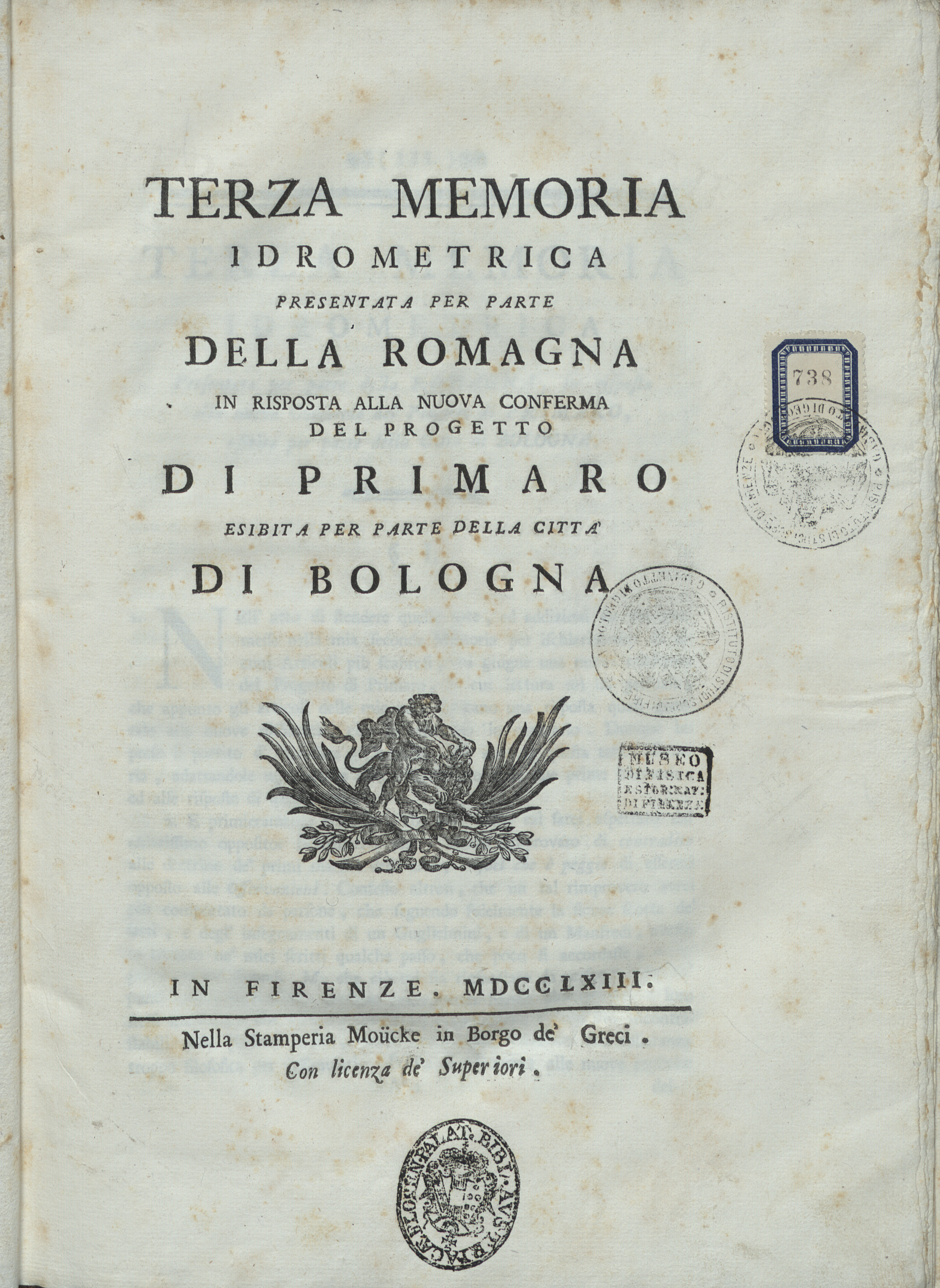
Frontespizio della Terza memoria idrometrica, 1763

Nato a Trapani da un'antica famiglia di origini spagnole, studiò presso il locale collegio dei Gesuiti, posto ad appena un isolato dalla sua casa natale. Vestì poi l'abito della compagnia di Gesù che lo destinò alla provincia toscana nel 1731. Dopo il noviziato nel 1736 venne trasferito nella Provincia Romana e destinato all'insegnamento delle lettere presso il Collegio di S.Giovannino a Firenze. Venne successivamente incaricato di istruire i figli del marchese Vincenzo Riccardi. Dopo le sue prime pubblicazioni in ambito scientifico gli venne affidata la cattedra di Geografia e affidato l'incarico di redigere la cartografia della Toscana per comando di Francesco I.
Mente eclettica, fu ingegnere idraulico e civile. Come ingegnere idraulico avviò nel 1757 la bonifica del lago di Bientina, oggetto di controversie secolari tra Lucca e Firenze. Fece costruire un grande canale emissario dal lago all'Arno, un polo viario per facilitare commercio e comunicazioni tra l'interno e il mare. Due fabbriche imponenti di cateratte regolamentavano il flusso delle acque tra il fiume e il lago, veri e propri caselli autostradali dell'epoca. Sola testimonianza rimasta la Fabbrica delle Cateratte a via due ponti a San Giovanni alla Vena di Vicopisano, ma in degrado e abbandono: all'interno marchingegni di ingegneria idraulica del Settecento, in legno di quercia, unici in Italia.
Nel 1765 Ximenes si occupò della bonifica della Maremma Grossetana. Una Fabbrica di Cateratte, la Casa Rossa, simile a quella Pisana, ma isolata, è stata recuperata e valorizzata a osservatorio dell'ambiente palustre.
Come ingegnere civile, successivamente, realizzò la strada tra Pistoia e Modena sul versante toscano: la via regia modenese, divenuta strada regionale 66. Due piramidi ai lati del passo dell'Abetone ricordano l'imponente lavoro.
Come astronomo si occupò dello studio dell'obliquità dell'eclittica e restaurò lo gnomone di Santa Maria del Fiore. Inoltre scoprì l'influenza della luna sulle maree in un'epoca, 1755, ancora restia a riconoscere il valore delle osservazioni scientifiche, come era stato per Galileo.
Fu professore nell'università di Firenze, dove tenne corsi di ingegneria idraulica. Ximenes si occupò di strumenti per misurare la velocità delle acque, dimostrando fin da giovane grandi doti d'inventore. Gli strumenti più noti da lui inventati furono la ventola e la valvola idraulica, che gli consentirono di misurare la velocità puntuale della corrente.
Fu anche scrittore e membro di numerose accademie internazionali (Verona, Siena, Parigi, Pietroburgo). Dal 1750 al 1759 collaborò con il gesuita veneziano Francesco Antonio Zaccaria nella pubblicazione della rivista enciclopedica Storia letteraria d'Italia. In particolare, Ximenes collaborò alla redazione delle pagine dedicate alla scienza.
Nel 1756 fondò a Firenze l'osservatorio astronomico di "San Giovannino" (o Osservatorio Ximeniano), cui dedicò gli ultimi anni della sua vita e che pertanto porta il suo nome. È uno dei più importanti a livello europeo e vi è conservata la biblioteca di Ximenes.
Il suo spessore scientifico e intellettuale era riconosciuto dai grandi del suo tempo, tant'è che il granduca di Toscana lo scelse come suo geografo e ingegnere. In particolare, nel biennio 1763-64 egli dedicò quattro perizie alla famosa questione del Reno, dove si confrontò e prevalse sui due matematici francesi dell'Ordine dei Minimi, padri Thomas Leseur e François Jacquier.
Leonardo Ximenes morì il 3 maggio 1786 di un colpo apoplettico. Nel suo testamento destinò la biblioteca, gli strumenti e le rendite dei suoi beni immobili siciliani alla costituzione delle cattedre di astronomia e di idraulica, da affidare ai padri scolopi Stanislao Canovai e Gaetano del Ricco. Le due cattedre rimarranno attive fino alla metà dell'Ottocento. In segno di gratitudine i fiorentini gli eressero un busto marmoreo, collocato nell'osservatorio di S. Giovannino.

## Opere scelte

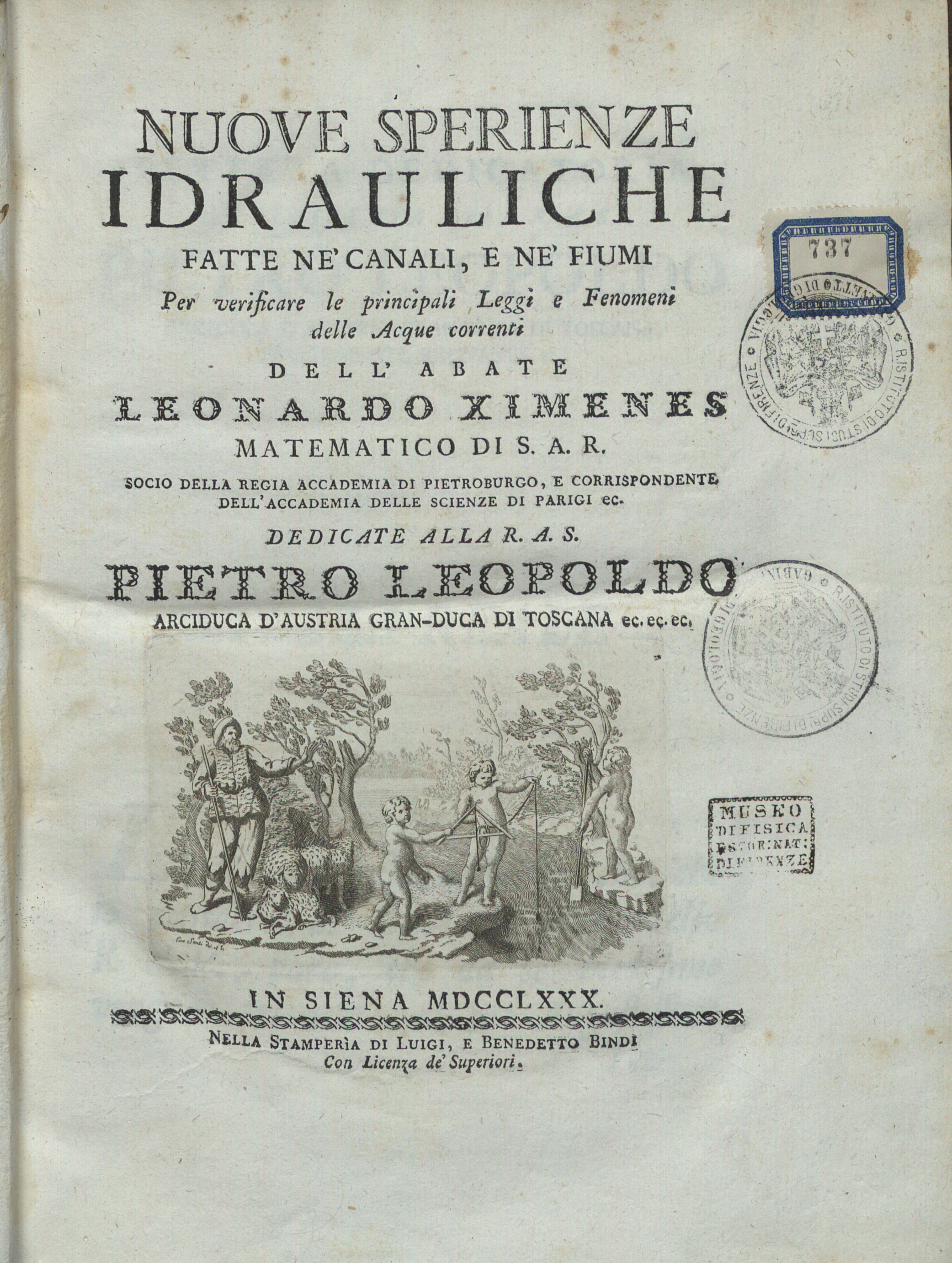
Nuove esperienze idrauliche (1780)

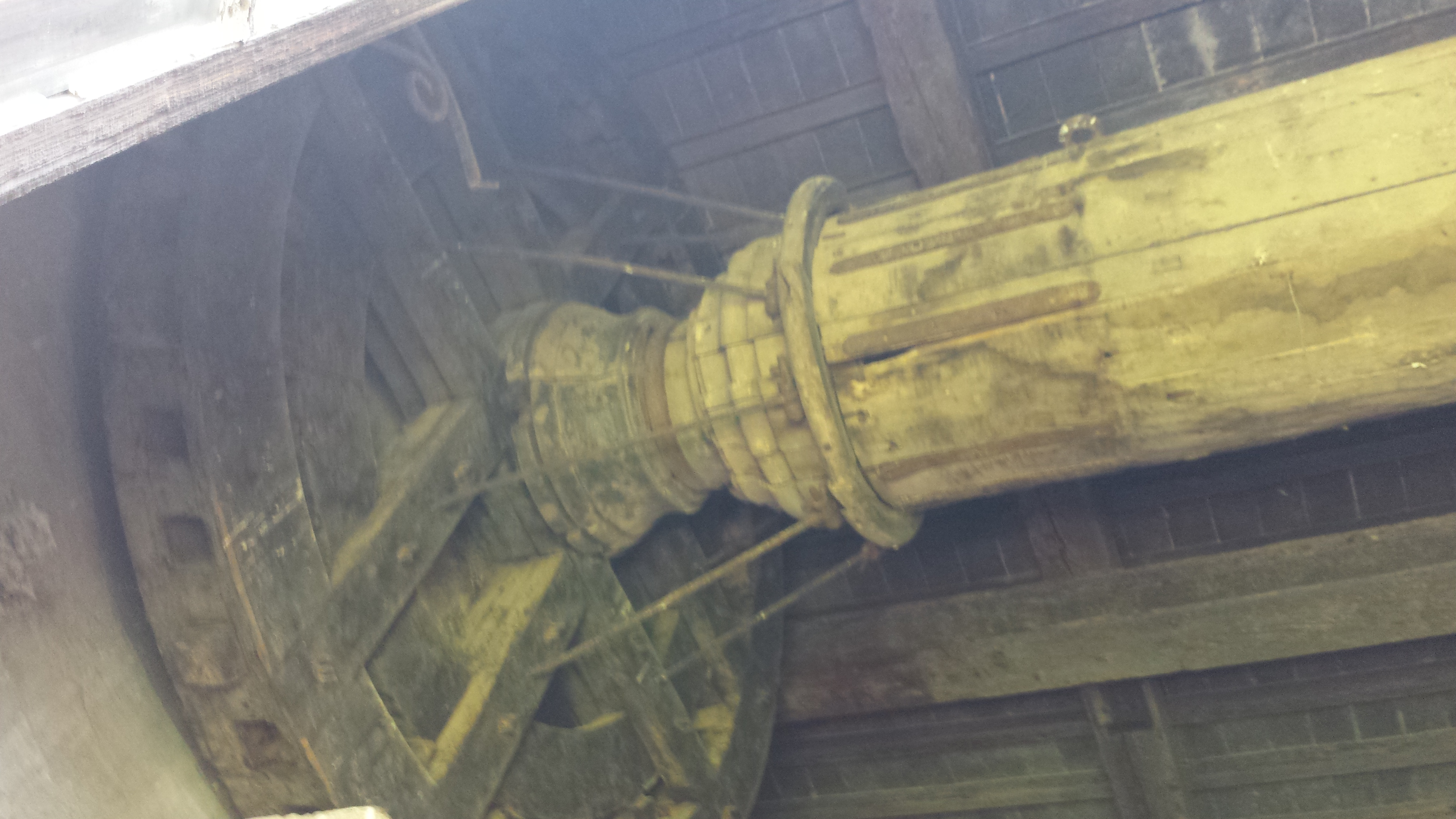
Ingranaggio in legno di quercia all'interno delle Cateratte Ximeniane (1757, San Giovanni alla Vena, Pisa)

- Notizia de' tempi de' principali fenomeni del cielo…[6], 1752
- (LA)  Dissertatio de maris aestu, ac praesertim de viribus lunae, solisque mare moventibus, Firenze, Pietro Gaetano Viviani, 1755
- Del vecchio e nuovo gnomone fiorentino, Firenze, 1757
- Seconda memoria idrometrica responsiva alle difficoltà mosse contro alla prima da' signori Marescotti, Bertaglia, e Bonati, 1763
- Terza memoria idrometrica, Firenze, Moücke, 1763
- Ingranaggio in legno di quercia all'interno delle Cateratte Ximeniane (1757, San Giovanni alla Vena, Pisa)Quarta memoria idrometrica, Firenze, Moücke, 1764
- Della fisica riduzione della Maremma senese. Ragionamenti due ai quali si aggiungono quattro perizie intorno alle operazioni della pianura grossetana ed all'arginatura del fiume Ombrone[7], Firenze, Moücke, 1769
- Dissertazione intorno alle osservazioni solstiziali del 1775 allo gnomone della metropolitana fiorentina, Livorno, Giovanni Vincenzo Falorni, 1776.
- Nuove sperienze idrauliche fatte ne' canali, e ne' fiumi per verificare le principali leggi e fenomeni delle acque correnti dell'abate Leonardo Ximenes ..., In Siena, nella stamperia di Luigi, e Benedetto Bindi, 1780.
- Teoria e pratica delle resistenze de' solidi
  - In linea: Ia parte, Pisa, 1782 ; 2ª parte, Firenze, 1782
- Lettera del Sig. Abate Leonardo Ximenes … intorno all'esperienza del globo volante fatta in Francia dal Signor Mongolfier [sic], Firenze, Pietro Allegrini, 1783

## Riconoscimenti
Alla figura e all'opera di Ximenes sono stati dedicati numerosi libri, convegni e pubblicazioni. Porta il suo nome lo storico liceo classico di Trapani, che ha sede nell'ex collegio dei Gesuiti dove lui studiò. Una targa sul centralissimo corso Vittorio Emanuele di Trapani indica la sua casa natale, in memoria di uno dei più illustri figli della città.
Le due piramidi ai lati del passo dell'Abetone, ricordano l'imponente lavoro di costruzione della strada modenese fra Pistoia e Modena, diretto nella seconda metà del Settecento dallo Ximenes nel versante toscano e da Pietro Giardini in quello emiliano.